# Stazione di Cabbiolo
La stazione di Cabbiolo era una fermata ferroviaria posta lungo la ex linea ferroviaria a scartamento ridotto Bellinzona-Mesocco chiusa nel 1972, era a servizio del comune di Cabbiolo.

## Storia
La fermata fu aperta il 31 luglio 1907, per la seconda tratta fra Lostallo e Mesocco, per il completamento della linea Bellinzona-Mesocco. Fu chiusa il 27 maggio 1972 all'intera linea.

## Strutture ed impianti
Era costituita da un fabbricato viaggiatori e da due binari. Rimane solo il fabbricato mentre i due binari sono stati smantellati.